# Maike Diekmann
Maike Diekmann, född 19 juli 1994 i Otjiwarongo, är en namibisk roddare.
Diekmann började med rodd vid Rhodes universitet i Sydafrika 2015. Hon tog silver i singelsculler vid Afrikanska mästerskapet 2017 och guld 2019.
Vid olympiska sommarspelen 2020 i Tokyo slutade Diekmann på sjätte plats i C-finalen i singelsculler, vilket var totalt 18:e plats i tävlingen. Hon blev den första roddaren genom tiderna från Namibia att tävla vid OS.